# Dům Vinohradská čp. 1233/22
Činžovní dům Vinohradská čp. 1233/22 (Italská) je památkově chráněný čtyřpatrový nájemní dům na Praze 2 s novogotickou fasádou a renesančními prvky. Byl postaven v letech 1902–1903 podle návrhu architekta Gustava Papeže a s malířskou výzdobou od Ladislava Nováka. V současné době slouží jako nájemní dům s komerčními prostory v přízemí.

## Historie
Nárožní dům na Vinohradech vznikl v letech 1902–1903 jako novostavba podle návrhu architekta Gustava Papeže na místě bývalé Eichmannovy zahrady. Výzdoba fasády byla doplněna freskami od malíře Ladislava Nováka, které vznikly pravděpodobně podle předlohy Mikoláše Alše. Roku 1938 proběhla úprava přízemí pro potřeby banky, kterou realizoval architekt František Marek. Během této přestavby byly osazeny výkladce ze světlé žuly. V roce 1960 následovala další změna přízemních prostor, tentokrát pro účely lékárny. V roce 1968 byly vypracovány plány na přestavbu půdy a v letech 1997–1999 došlo k vestavbě mezonetového bytu do podkroví, čímž dům získal svou současnou podobu. Fasáda objektu byla restaurována v roce 2019.

## Architektonický popis
Čtyřpatrový nárožní dům kombinuje novogotické tvarosloví s prvky české renesance. Renesanční motivy jsou vidět například na lunetové římse mezi třetím a čtvrtým patrem nebo ve štítech završujících průčelí. Na fasádách je použita kombinace režného a omítaného zdiva, doplněná o nástěnné malby a další dekorativní prvky. Mezi neogotické prvky patří sedlový tvar ostění oken v prvním patře, okenní ostění ve tvaru takzvaného oslího hřbetu, který zakončuje okna ve druhém patře, celek tvoří suprafenestru. Pod těmito okny se nacházejí takzvané dekorativní jeptišky, které obvykle nacházíme u gotických nebo neogotických tvarů oken. Záclonový typ okenního ostění najdeme ve třetím patře. Mezi druhým a třetím patrem jsou osazeny dvojice kružeb s motivem trojlistu. Dominantou objektu je nárožní arkýř s freskou, zobrazující putto s kružidlem a úhelnicí. Na arkýři najdeme okřídlené chrliče. Po stranách arkýře se nacházejí dvě plastiky pod gotizujícími baldachýny – sv. Ludmila s šálou kolem krku a sv. Václav s praporcem a štítem. Nárožní arkýř je zakončen šestibokou věžičkou. Motivy kružby ve tvaru čtyřlistu završují horní části průčelí domu.

### Dispozice a urbanismus
Dispozičně je dům řešen jako třítraktový půdorys a tvoří vnitroblok se sousedními budovami, čímž je součástí širšího urbanistického celku. Tento typ zástavby, charakteristický pro Vinohrady, spočívá v propojení domů kolem centrálního dvora.

### Interiér

Průčelí do Vinohradské ulice

V interiéru domu se dochoval novogotický vestibul a litinové zábradlí, doplněné o dekorativní vegetabilní prvky secese. Zachovaly se také teracové podlahy se složitými rostlinnými vzory a vysoce kvalitní truhlářské, kovářské a další uměleckořemeslné prvky.

### Průčelí do Vinohradské ulice
Fasáda orientovaná do Vinohradské ulice je mezi prvním a třetím patrem členěna do pěti okenních os. Ve střední ose každého podlaží je umístěn balkon. Část vyšších pater je obložena režným zdivem. Pod okny druhého patra jsou umístěna sgrafita zobrazující architekty Matyáše z Arrasu a Petra Parléře. Nad čtveřicí zdvojených oken ve čtvrtém patře se nachází nápis: „Kdo zde bude přebejvati, ráč mu Pán Bůh požehnati“, doprovázený malbou mužské a ženské postavy. Mezi okny ve stejném patře je napsaný rok vzniku stavby – 1903.

### Průčelí do Italské ulice

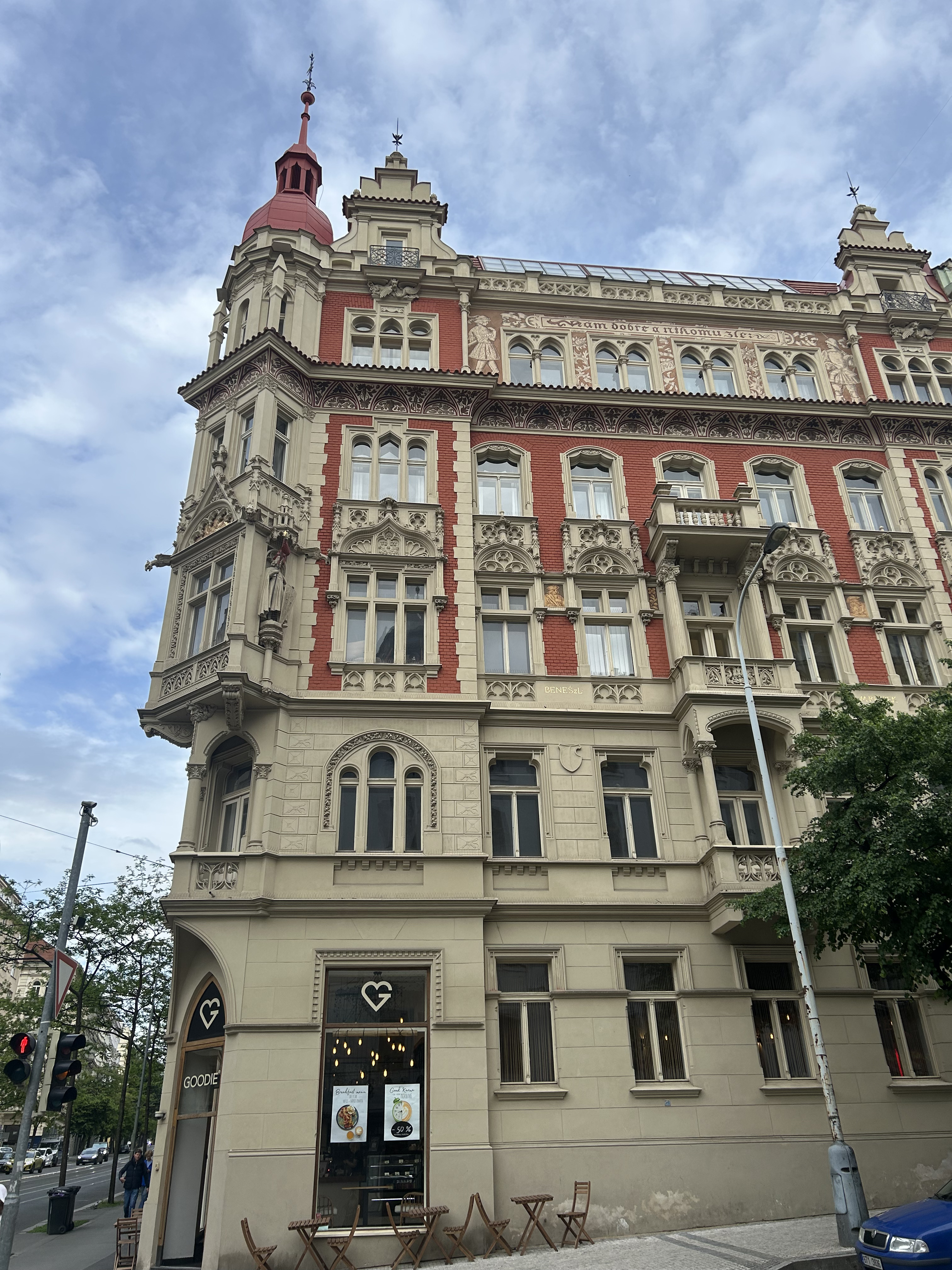
Průčelí do Italské ulice

Fasáda orientovaná do Italské ulice zrcadlí členění průčelí ve Vinohradské ulici včetně balkonového řešení. Sgrafita zde zobrazují architekty Benedikta Rejta (uváděného jako Beneš z Loun) a Matěje Rejska. Ve čtvrtém patře je umístěn nápis: „Nám dobře a nikomu zle“, který je také doplněn mužskou a ženskou postavou.